# Władysław Łazuka
Władysław Łazuka (ur. 15 września 1946 we wsi Tyrawa Solna) – poeta, prozaik, muzyk.
Ukończył Liceum Pedagogiczne w Stargardzie oraz studia na Wydziale Rolniczym Wyższej Szkoły Rolniczej w Szczecinie. Pracował w instytucjach rolnych. Debiutował opowiadaniem na antenie szczecińskiej rozgłośni Polskiego Radia Szczecin w 1969 oraz wierszami w Tygodniku Kulturalnym i kwartalniku „Vineta”. Wiersze tłumaczone były na j. niemiecki, węgierski, bułgarski, macedoński, słoweński, litewski, serbski, indonezyjski, chorwacki i angielski. Mieszka w Choszcznie.

## Twórczość
- Przejdę sad (wiersze), Warszawa 1976
- Tamto wszystko za tobą (wiersze), Gorzów 1980
- Czytanie z natury (wiersze), Gorzów 1983
- Wołanie źródeł (wiersze), Poznań 1983
- Bliżej o jeden dzień (wiersze), Warszawa 1984
- Idę (wiersze), Szczecin 1990
- Od przebiśniegów do płatków śniegu (wiersze), Choszczno 1996
- W zwierciadle rzeki (wiersze), Choszczno 2002
- Jeszcze wiersz (wiersze), Gorzów 2005
- Gdzie szybki Drawy bieg (wiersze), Zielona Góra 2008
- Kilka słów (wiersze), Warszawa 2008
- Igraszki w pobliżu fraszki, Warszawa 2009
- Noc - podróż i inne wiersze, Warszawa 2009
- Zaledwie ślad, Warszawa 2010
- Którego spotkałem, Warszawa 2010
- Słowa wśród wydm, Deszczno-Choszczno 2011
- Chwila z kosem i inne wiersze, Gorzów 2016
- Z zapomnianego ogrodu, Gorzów 2017